# 나주곰탕 하얀집
나주곰탕 하얀집, 줄여서 하얀집은 대한민국 나주시의 유서 깊은 식당이다. 1910년에 설립되어 대한민국에서 가장 오래된 현존하는 식당 중 하나이다. 이 식당은 향토 음식인 나주곰탕을 전문으로 하며, 현재 여러 지점에서 여러 지점을 운영하고 있다.

## 설명
이 식당은 1910년 원판례에 의해 류문식당으로 처음 설립되었다. 이후 식당은 꾸준히 가업으로 이어져 내려왔다. 원판례의 뒤를 이어 임이순, 길한수, 그리고 길형선이 가업을 이었다. 길한수는 폐암으로 사망했는데, 이는 스튜를 끓이는 데 사용된 연탄 때문일 가능성이 있다. 길형선이 사업을 물려받은 후, 그는 그러한 연료의 사용을 피하기 위해 시설을 현대화하는 데 중점을 두었다. 또한 식당은 이후 여러 곳으로 확장되었다. 각 지점은 다양한 가족 구성원들이 운영하고 있다.
육수를 만드는 데 사용되는 소뼈에서 색이 나오는 일반 곰탕의 불투명하고 우유 같은 국물과 달리, 나주곰탕은 고기만을 사용하여 만들어지기 때문에 반투명하다. 육수는 매일 새벽 2시에 끓이기 시작한다고 알려져 있다. 국물을 더 맑고 가볍게 만들기 위해 기름과 기타 재료는 위에 뜬 것을 걷어낸다. 고기가 육수에 첨가되며, 음식은 보온성이 좋은 옹기 그릇에 담아 제공된다. 이 요리는 직접 만든 깍두기와 김치를 포함한 다양한 밑반찬과 함께 제공된다. 수육 곰탕(돼지고기 기반 곰탕)을 포함한 다른 요리도 제공된다.
식당의 대표에 따르면, 이 식당은 보통 하루에 약 1,000그릇을 팔며, 최대 2,500그릇까지 팔았다고 한다. 이 식당은 텔레비전 프로그램 백종원의 3대 천왕에 소개되었다.

## 같이 보기
- 이문설농탕 – 대한민국에서 가장 오래된 식당
- 은호식당 – 서울에 있는 또 다른 유서 깊은 곰탕 식당